# Kapelica sv. Janeza Nepomuka, Kamnica
Kapelica sv. Janeza Nepomuka v Kamnici je nekdanja kapelica, ki je bila stara več kot 200 let. Bila je zidana, pofreskana in s svetim Janezom Nepomukom na oltarju. Ta kapelica je bila tipična baročna zgradba. Njena vhodna odprtina je bila polkrožno zaključena z lokom. Strop je bil poslikan z motivi svetega Antona in svetega Štefana. Na čelu kapelice je bila naslikana veduta Kamnice, na kateri so Bog oče, Sin in Sveti Duh. Na podstavku je stal kip Janeza Nepomuka v naravni velikosti.
Kapelica je stala na osrednjem trgu Kamnice, ob njej pa sta rasli dve mogočni lipi. Pri prebivalcih je bila zelo v časteh, saj se je vedno našel kdo, ki jo je dal prenoviti. Po drugi svetovni vojni so oblasti vaški trg spremenile v vozišče in parkirišče. Na mestu kapelice so sklenili zgraditi avtobusno postajo, zato so jo leta 1959 podrli, lipi pa požagali.
Kip svetega Janeza Nepomuka je sedaj shranjen v Mariborskem gradu.